# Matthew Garber
Matthew Garber (Stepney, Londres, 25 de Março de 1956 – Hampstead, Londres, 13 de Junho de 1977) foi um ator britânico, melhor conhecido por seu papel como Michael Banks no filme Mary Poppins de 1964. Também estreou em outros filmes da Disney: The Three Lives of Thomasina e The Gnome-Mobile, ambos como ator coadjuvante, junto com a atriz Karen Dotrice.
Nasceu em Stepney, Londres, filho de pais que atuaram em palcos, frequentou a St. Paul Primary School em Winchmore Hill e a Highgate School em Highgate. Era considerado um menino espirituoso e brilhante por uma publicação da Disney de 1977.
Morreu prematuramente aos 21 anos, em razão de uma hepatite que afetou também o pâncreas, tendo falecido por pancreatite.

## Filmografia
| Ano  | Título                       | Papel         | Notas |
| ---- | ---------------------------- | ------------- | ----- |
| 1963 | The Three Lives of Thomasina | Geordie McNab |       |
| 1964 | Mary Poppins                 | Michael Banks |       |
| 1967 | The Gnome-Mobile             | Rodney        |       |